# AHHAA
AHHAA is een wetenschapsmuseum in de Estse universiteitsstad Tartu.
In het museum bevindt zich ook een 4D-bioscoop en een planetarium. Het werd op 9 september 1997 opgericht door de Universiteit van Tartu.